# グリーゼ近傍恒星カタログ
グリーゼ近傍恒星カタログ（グリーゼきんぼうこうせいカタログ、Gliese Catalogue of Nearby Stars）は、頻繁に参照される天体カタログであり、地球から25パーセク（81.54光年）以内の恒星（若干の白色矮星等もある）を収録する。

## 第1版と補遺
1957年、ドイツの天文学者ヴィルヘルム・グリーゼは、地球から20パーセク以内の比較的近いところにある1,000個近くの恒星の既知の性質を赤経の順に並べた最初の天体カタログを出版した。収録された恒星には、GL NNN（番号は、1から915）の符号が割り当てられた。
ただし現在では Gl NNN（lは小文字のL）もしくは GJ NNN  が使われる。GJは、のちの増補版である「グリーゼ・ヤーライス (Gliese Jahreiss) カタログ」（次節参照）の符号GJがさかのぼって使われているものである。以下に述べるGJカタログ以前の増補版にも、GJがよく使われる。
1969年にグリーゼは、範囲を22パーセクまで広げ、大量の更新を含むCatalogue of Nearby Starsを出版した。この更新で収録星数は1,529個になり、追加分には Gl NNN.N（番号は4.1から909.1の不連続）の符号が割り当てられた。赤経の順番を維持するため、新しく収録された恒星には、既存の番号の間の枝番が割り当てられ、たとえば Gl 4 と Gl 5 の間に Gl 4.1 と Gl 4.2 が追加された。
1970年には、リチャード・ウーリーらによって、範囲を25パーセクまで広げた補遺が出版された。新しく収録された恒星には、Wo 9NNN の符号が付けられ、赤経順に9001から9850の番号が割り当てられた。1969年の追加（Gl NNN.N）とは重複しており、たとえば Gl 4.1 = Wo 9001 (= GJ 4.1 = GJ 9001) である。

## ヤーライスによる改訂版 (GJ)
グリーゼは、1979年にハルトムート・ヤーライスとともにさらに拡張した第2版を出版した。このカタログは、現在では一般に「グリーゼ・ヤーライスカタログ」（GJカタログ）と呼ばれる。このカタログには、2つの表が収録されている。表1では、近傍の恒星と確定したものに対して、GJ 1NNN（番号は赤経順に1000から1294）の符号が割り当てられ、表2では、近傍と疑われる恒星に対して、GJ 2NNN（番号は赤経順に2001から2159）の符号が割り当てられている。
このカタログの出版以降、以前･以降の版や補遺に含まれる全ての恒星に、GJの符号が用いられている。
グリーゼは、1991年に、再びヤーライスとともに、3,803個の恒星の情報を含むThird Catalogue of Nearby Stars (CNS3)を出版した。このカタログは予稿であったが、現在でも用いられている。多くの恒星には、既にGJ番号が振られていたが、1,388個の恒星には番号がなく、名前を付ける必要があったことから、赤経順に3001番から4388番が割り当てられた。現在のカタログには、これらの番号も含まれている。このような非公式なGJ番号を持つ恒星の例としては、GJ 3021がある。
1998年には、ヤーライスによってオンラインのみの最新版が作られ、ルプレヒト・カール大学ハイデルベルクのAstronomisches Rechen-Institut, Heidelberg(ARICNS)で入手できる。
グリーゼ581やグリーゼ710など、いくつかの恒星は、もとのカタログの番号で知られる。このカタログの恒星は、地球から近いため、しばしば研究の対象となる。
最新の更新版は、2010年に出版されたものであり、可能なものについては2MASSのデータとの調和が図られている。